# Uzbekistanski šahovski savez
Uzbekistanski šahovski savez (uzb. Oʻzbekiston Shaxmat federatsiyasi / Ўзбекистон Шахмат Федерацияси), krovno tijelo športa šaha u Uzbekistanu. Sjedište je u Taškentu, ul. Islama Karimova 98a. Osnovan je 1992. i član je FIDE od 1992. godine. Uzbekistan pripada azijskoj zoni 3.4. Predsjednik je Dmitrij Li (ažurirano 21. listopada 2019.).

## Vanjske poveznice
- Službene stranice